# Râul Ireanc
Râul Ireanc este un curs de apă, afluent al râului Cerna. 